# Gralha-de-bico-vermelho
A gralha-de-bico-vermelho (Pyrrhocorax pyrrhocorax) é uma ave da família Corvidae (corvos).

## Estatuto de Conservação
A nível global é considerado Pouco Preocupante (LC). 

Em Portugal é considerado Em Perigo (EN). 

## Proteção legal
Decreto-Lei nº 140/99 de 24 de Abril, Transposição da Diretiva Aves 79/409/CEE de 2 de Abril de 1979, com a redação dada pelo Decreto-Lei nº 49/2005 de 24 de Fevereiro – Anexo I. 

Decreto-Lei nº 316/89 de Setembro, transposição para a legislação nacional da Convenção de Berna – Anexo II. 

## História Evolutiva
Os primeiros fósseis da família Corvidae datam de meados do Mioceno, cerca de 17 milhões de anos atrás; Miocorvus pode ser o ancestral das gralhas.

Ao longo dos anos tem havido um grande desacordo sobre o exato das relações evolucionárias da família Corvidae. Mas parece claro que as espécies da família Corvidae são derivados de antepassados australianos e de lá se espalharam ao longo do resto do mundo. O esclarecimento do inter-relacionamento das espécies pertencentes a família Corvidae foi alcançado com base na análise de DNA de várias sequências.

## Morfologia

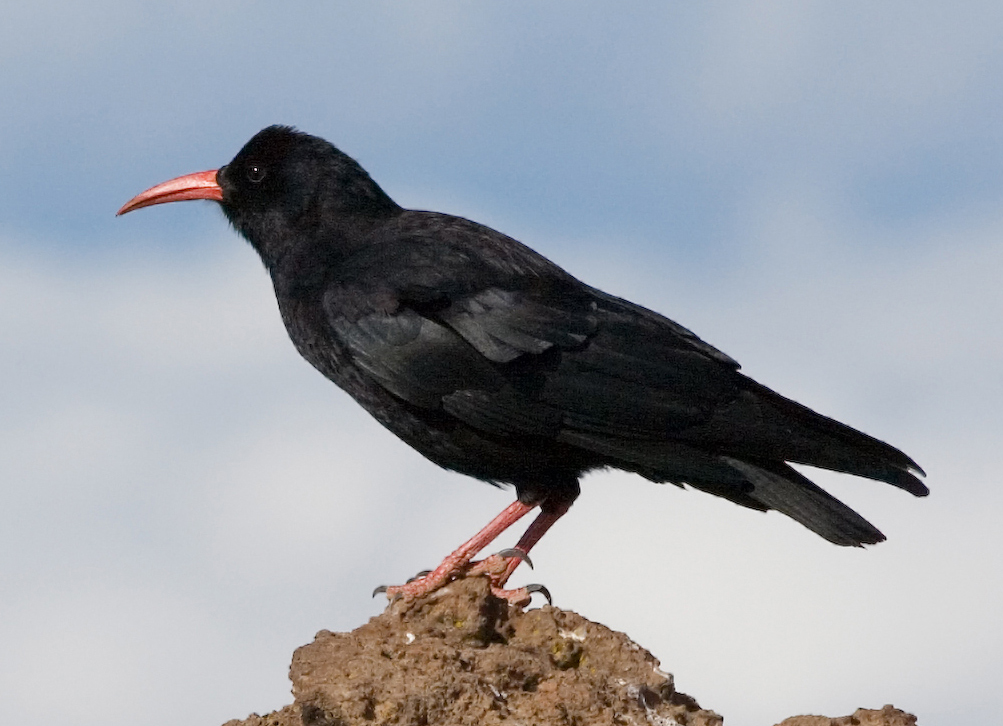
Espécime de Pyrrhocorax pyrrhocorax

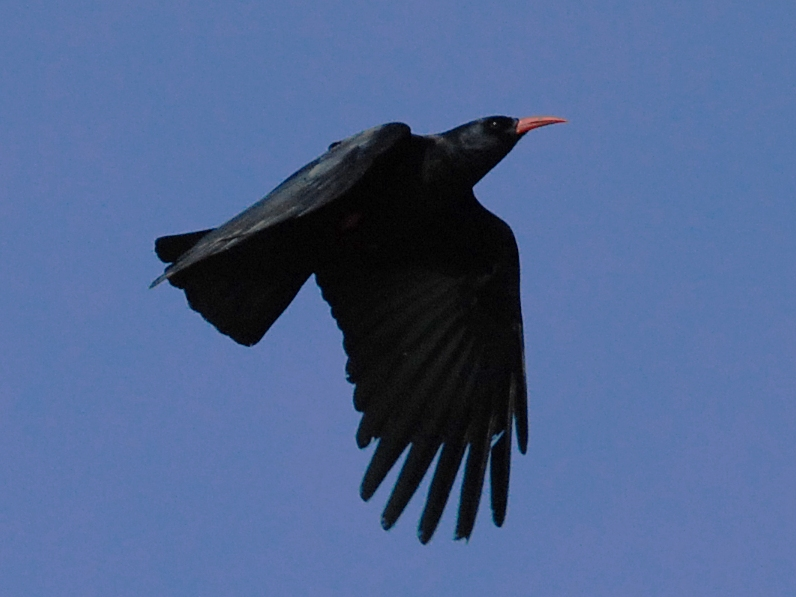
Espécime de Pyrrhocorax pyrrhocorax em voo

Figura esquematica das diferenças entre a gralha-de-bico-vermelho e a gralha-de-bico-amarelo

### Morfologia Externa
Esta espécie apresenta um comprimento entre 37 e 41 centímetros, uma envergadura entre os 70 e 80 centímetros e chega a pesar de 280 a 360 gramas. A plumagem completamente negra contrasta com as patas e o bico curvo vermelho vivo. Os juvenis possuem um bico amarelado e as pernas são mais escuras em cor do que nos adultos.

### Dimorfismo Sexual
Os machos são maiores que as fêmeas, nas outras características parecem ser morfologicamente idênticos.

### Espécies Semelhantes
A gralha-de-bico-amarelo (Pyrrhocorax graculus) é muito semelhante à gralha-de-bico-vermelho e distingue-se pelo bico amarelo e pela silhueta em voo.

## Ecologia

### Atividade
O seu voo é ondulante e acrobático, onde vários indivíduos se envolvem em piruetas, acompanhadas de estridentes e numerosos sons metálicos que constituem as características vocalizações desta espécie.
Com efeito, à parte das características vocalizações e voo acrobático, é a única espécie especialista no que diz respeito às exigências de habitat e alimentação, uma vez que se alimenta exclusivamente de insetos e habita zonas onde se pratica uma agricultura tradicional.

### Hábitos Alimentares
A dieta é composta principalmente por insetos e é complementada com artrópodes, gastropodes e outros invertebrados   bem como matéria vegetal.

### Reprodução

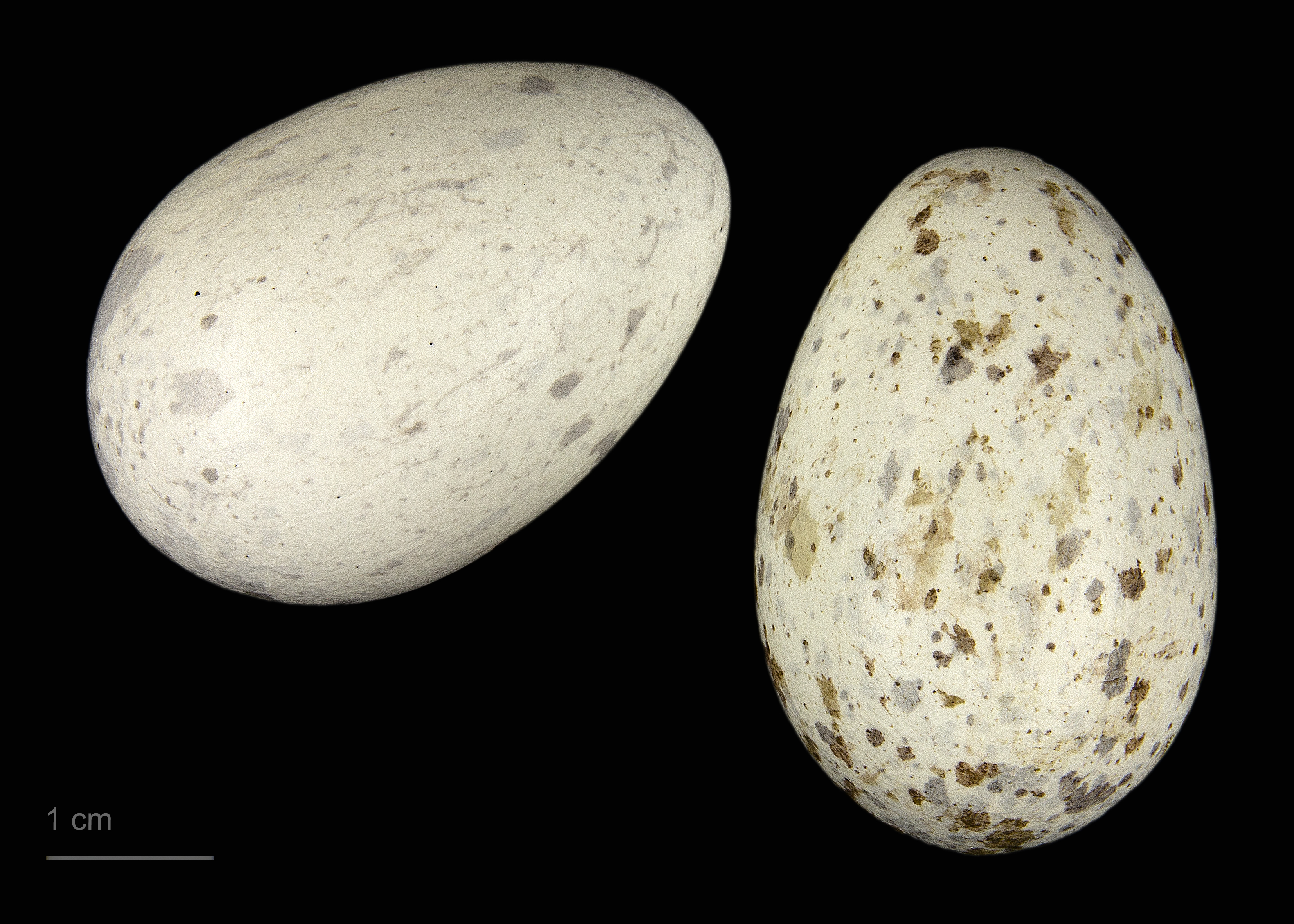
Pyrrhocorax pyrrhocorax - (MHNT)

Esta espécie vive em colónias formadas, geralmente, por 10 a 15 casais onde se pode observar que só há ninhos para uma fração dos casais, isto deve-se ao facto de estes animais já viverem acasalados antes de alcançarem a maturidade sexual que só se dá no segundo ao terceiro ano de vida. Os ninhos encontram-se quase sempre em locais como fendas de rochas, cavidades e paredes rochosas de alcantilados marinhos. Os ninhos são construídos por ambos os adultos, o macho geralmente ocupa-se da parte estrutural do ninho enquanto que a fêmea ocupa-se em “acolchoar” o interior do ninho. A postura é geralmente de 3-6 ovos e realiza-se, geralmente, em Abril no caso das zonas marinhas e em Maio no caso das zonas montanhosas. A incubação é inteiramente realizada pela fêmea e tem uma duração de 18 dias. O macho ajuda na alimentação da fêmea e dos seus descendentes. Os filhotes abandonam o ninho 38 dias depois de nascerem.

### Comunicação
As gralhas de bico vermelho são conhecidas pelos seus voos ondulantes e acrobáticos em grupo, onde vários indivíduos se envolvem em piruetas, acompanhado pelas suas numerosas e agudas vocalizações "metálicas".

### Longevidade
Esta espécie tem uma longevidade que ultrapassa os 13 anos.

### Habitats
Embora a gralha-de-bico-vermelho seja uma espécie característica das encostas escarpadas das zonas de montanha, a sua situação populacional em Portugal neste tipo de biótopos é bastante mal conhecida e aparentemente crítica. Habita em paredes alcantiladas marinhas e áreas de montanha com paredes rochosas, especialmente calcárias, em regiões secas e pobres em árvores. Esta espécie prefere desfiladeiros fluviais que ofereçam disponibilidade de sítios para nidificação. Ocasionalmente pode ocupar edifícios.

Os campos agrícolas tradicionais são locais críticos onde as populações desta espécie se alimentam. 

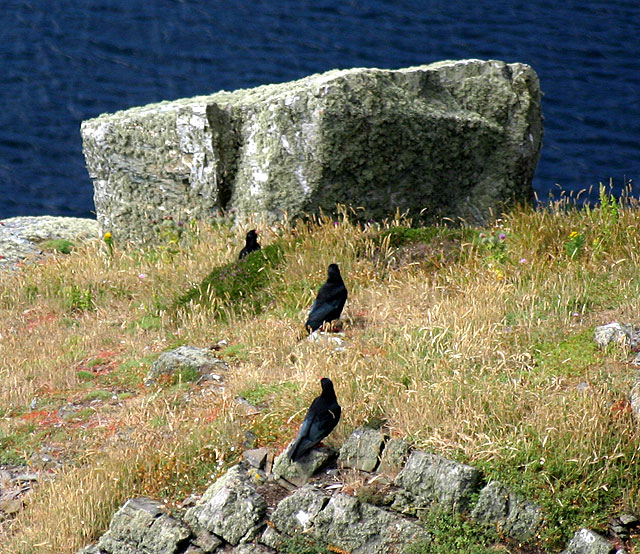
Grupo de gralhas-de-bico-vermelho numa zona de encosta marinha

## Distribuição
A gralha-de-bico-vermelho é uma espécie de distribuição paleártica. Tem uma presença continua através das cadeias montanhosas da Ásia central, e bastante mais descontinua na Europa Meridional. Na Europa reparte-se por grande parte da Península Ibérica e localmente pela Grã-Bretanha, Irlanda, França, Itália, Sardenha, Sicília e Península Balcânica. Em Portugal, as populações mais numerosas encontram-se nas serras calcárias de média e baixa altitude (Serra dos Candeeiros) e em escarpas fluviais (Douro Internacional) ou costeiras (Sudoeste Alentejano) Em Espanha possui uma população numerosa e bem distribuída.
Pode ainda ser encontrada nos Himalaias, a altitudes de 2000 metros, na China e na Sibéria, bem como em zonas montanhosas da Etiópia e Norte de África.

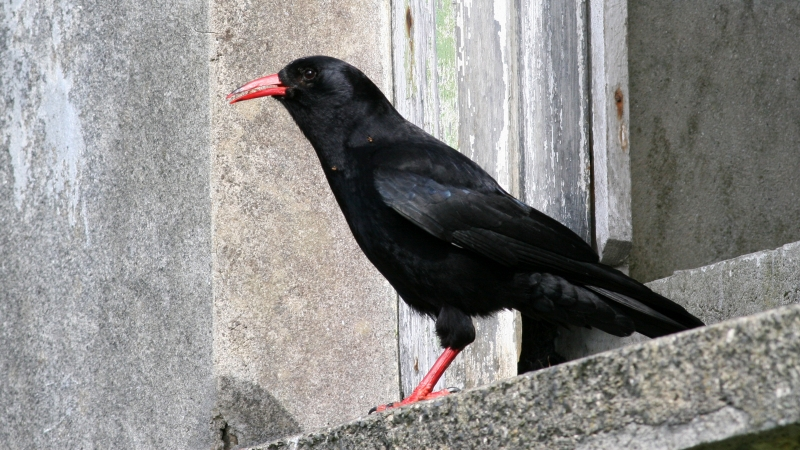
Espécime de Pyrrhocorax pyrrhocorax empoleirado num edifício

## Fatores de Ameaça
- O abandono agrícola e do pastoreio extensivo, com consequente evolução natural dos matos, resulta em perda de habitat adequado para a alimentação. O abandono do pastoreio extensivo é causa de desaparecimento de usos de solos favoráveis a esta espécie (pastagens), cuja manutenção era rentabilizada por essa prática.
- O sobrepastoreio afeta a composição e estrutura de vegetação, reduzindo a disponibilidade alimentar.
- A intensificação da agricultura através de monoculturas cerealíferas em detrimento de outros usos como leguminosas, cereais e pousios, resulta na redução do mosaico agrícola com decréscimo da diversidade de habitat e traduz-se na diminuição da disponibilidade alimentar.
- A pressão turística que se verifica nas zonas costeiras e montanhosas gera grande perturbação humana e degradação do habitat de alimentação (falésias, pastagens, matos) e do habitat de nidificação e dormitórios (grutas, algares). Em especial, o incremento da prática de montanhismo e espeleologia que se tem verificado nos últimos anos tem contribuído para aumentar a perturbação dos ninhos e dormitórios desta espécie;
- O aumento da utilização de agro-químicos intervém direta e indiretamente nas populações de aves, aumentando a mortalidade e reduzindo a capacidade reprodutiva e as populações presa.
- As florestações das terras agrícolas resultam na perda de habitat para a espécie.

## Medidas de Conservação
- Ordenamento e fiscalização da prática de montanhismo (particularmente escalada);
- Boa gestão e calendarização das queimadas nas áreas de alimentação da gralha-de-bico-vermelho, bem como apoios à manutenção das formas tradicionais de agricultura e pastorícia, que são imprescindíveis para a salvaguarda desta espécie;
- Urgente desenvolvimento de estudos aprofundados que visem o conhecimento da distribuição e de parâmetros ecológicos, tal como a produtividade e a seleção e utilização dos biótopos de nidificação e alimentação para se poder elaborar de uma estratégia regional ou nacional de conservação da gralha-de-bico-vermelho, que deverá urgentemente ser posta em ação.

## Subespécies
- P. pyrrhocorax pyrrhocorax
- P. pyrrhocorax erythrorhamphos
- P. pyrrhocorax baileyi
- P. pyrrhocorax barbarus
- P. pyrrhocorax docilis
- P. pyrrhocorax brachypus
- P. pyrrhocorax himalayanus
- P. pyrrhocorax centralis